# Ariadna thyrianthina
Ariadna thyrianthina is een spinnensoort in de taxonomische indeling van de zesoogspinnen (Segestriidae).
Het dier behoort tot het geslacht Ariadna. De wetenschappelijke naam van de soort werd voor het eerst geldig gepubliceerd in 1908 door Eugène Simon.